# Roberto Rojas Grajeda
Jesús Roberto Rojas Grajeda (Cusco, 26 de junio de 1938 - Cusco, 22 de mayo del 2010) fue un sindicalista, obrero, escritor y político peruano. Fue diputado por el departamento del Cusco en el periodo 1985-1990.

## Biografía
Nació el 26 de junio de 1938 en la ciudad del Cusco.
Laboró como obrero y luego formó parte del Sindicato de Construcción Civil del Cusco, en el que posteriormente fue dirigente sindical. Fue también dirigente de la Federación Departamental de Trabajadores del Cusco (FDTC) y de la Confederación General de Trabajadores del Perú (CGTP).
En el ámbito político se inició como militante del Partido Comunista Peruano y participó sin éxito en las elecciones generales del año 1980 como candidato a diputado por el departamento del Cusco. Ese mismo año se formó la coalición Izquierda Unida y para las elecciones generales de 1985 postularon a Alfonso Barrantes a la presidencia del Perú, quien terminó en el segundo lugar frente a Alan García del Partido Aprista Peruano. Rojas postuló nuevamente como diputado y esta vez salió elegido, siendo juramentado para el periodo 1985-1990.
Como diputado presentó el proyecto de ley de la bolsa de trabajo para los obreros de la construcción. Asimismo, apoyó la amnistía para los dirigentes sindicales acusados sin pruebas de estar involucrados con el terrorismo.
Tras culminar su periodo congresal, continuó su actividad como sindicalista. Durante el gobierno de Alberto Fujimori fue encarcelado debido a un presunto vínculo con el terrorismo, hecho que nunca se comprobó y que concluyó con su excarcelamiento. Su condena fue rechazada por diversas personalidades políticas, entre ellas Pedro Huilca, el exdiputado Gustavo Espinoza Montesinos y diversos miembros de la oposición. Junto con él fue encarcelado Yehude Simon, quien sería absuelto en el gobierno de transición de Valentín Paniagua.
Después de ser excarcelado, Rojas siguió en la vida sindical hasta su deceso.

## Fallecimiento
El 22 de mayo del 2010 falleció a los 71 años tras sufrir un infarto cardiaco, cuando estaba en plena actividad sindical en el Cusco.